# جام سول-میناس
جام سول-میناس (به پرتغالی: Copa Sul-Minas) یک رقابت فوتبال برزیلی بود که بین سال‌های ۲۰۰۰ تا ۲۰۰۲ با حضور تیم‌هایی از سه ایالت جنوبی برزیل به علاوه ایالت جنوب شرقی مینا ژرایس برگزار می‌شد. این رقابت، جانشین تورنمنت ۱۹۹۹ به نام جام سول است که فقط شامل تیم‌هایی از ایالت‌های جنوبی می‌شد. در سال ۲۰۱۶، جانشین این تورنمنت، پریمرا لیگا (که با نام کوپا سول-میناس-ریو نیز شناخته می‌شود) ایجاد شد.
در سه دوره از جام سول-میناس، تیم‌های مینا ژرایس قهرمان شدند.

## فهرست فینال‌ها

### جام سول
| سال  |        |                   |             |
| سال  | قهرمان | نتیجه             | نائب-قهرمان |
| ---- | ------ | ----------------- | ----------- |
| ۱۹۹۹ | گرمیو  | ۲ – ۱ ۰ – ۲ ۱ – ۰ | پارانا      |

### جام سول-میناس
| سال  | فینال‌ها | فینال‌ها     | فینال‌ها            | نیمه‌نهایی‌ها        | نیمه‌نهایی‌ها    | نیمه‌نهایی‌ها |
| سال  | قهرمان  | نتیجه       | نائب-قهرمان        | نیمه‌نهایی‌ها        | نیمه‌نهایی‌ها    | نیمه‌نهایی‌ها |
| ---- | ------- | ----------- | ------------------ | ------------------ | -------------- | ----------- |
| ۲۰۰۰ | آمریکا  | ۱ – ۰ ۲ – ۱ | کروزیرو            | اتلتیکو پارانائنزه | پارانا         |             |
| ۲۰۰۱ | کروزیرو | ۲ – ۰ ۳ – ۰ | کوریتیبا           | اتلتیکو مینیرو     | گرمیو          |             |
| ۲۰۰۲ | کروزیرو | ۲ – ۱ ۱ – ۰ | اتلتیکو پارانائنزه | گرمیو              | اتلتیکو مینیرو |             |

## آمار و رکوردها

### گلزنان برتر
| سال  | بازیکن      | باشگاه             | گل(ها) |
| ---- | ----------- | ------------------ | ------ |
| ۱۹۹۹ | کریستین     | اینترناسیونال      | ۸      |
| ۲۰۰۰ | کلیبر پریرا | اتلتیکو پارانائنزه | ۶      |
| ۲۰۰۱ | گیلرمو      | اتلتیکو مینیرو     | ۸      |
| ۲۰۰۲ | لیدسن       | کوریتیبا           | ۱۴     |

### مربیان قهرمان
| سال  | مربی            | باشگاه         |
| ---- | --------------- | -------------- |
| ۱۹۹۹ | سلسو راث        | گرمیو          |
| ۲۰۰۰ | فلاویو لوپس     | اتلتیکو مینیرو |
| ۲۰۰۱ | فیلیپه اسکولاری | کروزیرو        |
| ۲۰۰۲ | مارکو اورلیو    | کروزیرو        |